# Orgeltemperaturen von Gottfried Silbermann
Die Orgeltemperaturen von Gottfried Silbermann bezeichnen die Stimmungsart, die Silbermann für seine Orgeln benutzte. Diese „Temperaturen“ waren zu seinen Lebzeiten umstritten und veranlassten bis heute unterschiedliche Deutungen und Rekonstruktionsvarianten. Silbermanns Temperaturen sind charakteristische Beispiele für die historische Entwicklung von der Mitteltönigkeit zu „wohltemperierten Stimmungen“.

## Schriftliche Quellen
Der historische Stellenwert und die bleibende Wertschätzung der Orgeln Gottfried Silbermanns äußern sich unter anderem im Interesse an der Temperatur dieser Instrumente. Von Silbermann selbst sind keine Aussagen zu seiner Orgeltemperierung überliefert. Zeitgenössische Urteile sind widersprüchlich. Johann Kuhnau beklagte in einem Brief an Johann Mattheson, dass sich Silbermann und andere Orgelbauer zur „Neidhardtischen exacten Temperatur nicht verstehen wollen“. Johann Friedrich Agricola schrieb in seinen Anmerkungen zu Musica mechanica organoedi von Jakob Adlung (Berlin 1768), dass „ächte Orgelkenner“ an Silbermanns Orgeln „die allzueigensinnige Temperatur“ tadelten, was wahrscheinlich der Meinung seines Lehrers Johann Sebastian Bach entsprach. Adlung äußerte in seiner Anleitung zu der musikalischen Gelahrtheit (Erfurt 1758) seine Meinung über Silbermanns Temperatur: „… er wollte durchaus die gleichschwebende bey seinen Werken nicht dulten. Er war nicht der Art, wie die erfurtischen, welche die Vorschrift von denen, so den Contract zu besorgen haben, annehmen müssen, da allezeit die gleichschwebende ausdrücklich anbefohlen …“.
Dagegen bezeichneten namhafte Musiker in ihren Gutachten über die Silbermann-Orgeln in der Dresdner Frauenkirche und der Zittauer Johanniskirche die Temperatur als „passable und in allen Accorden annehmlich zu gebrauchen“. Weiheschriften über die Silbermann-Orgeln in Reinhardtsgrimma und Ponitz lobten ausdrücklich die wolfsfreie Temperatur.
Somit entsprach die Temperatur der genannten Orgeln den landläufigen Maßstäben, nach denen die pythagoreische Großterz als Toleranzgrenze galt, während im Umkreis Bachs die gleichstufige Temperatur angestrebt wurde. Letztere war auch durch die Einführung der Kammertonstimmung in der Kirchenmusik einiger Musikzentren unter Verwendung transponierter Chortonorgeln erforderlich geworden. Silbermann umging diese Praxis mit dem Bau einiger Orgeln in Kammertonstimmung, u. a. in der Residenzstadt Dresden.
In polemischer Form setzte sich Georg Andreas Sorge mit Silbermanns Orgeltemperatur auseinander. Seine Darstellung hat zwei Teile, die inhaltlich teilweise differieren: 1. die Beschreibung der angeblich angetroffenen Temperatur zweier Silbermann-Orgeln und 2. die mathematische Idealisierung. Die Beschreibung enthält Fehler und Widersprüche. Sorges Ermittlungen stützten sich allein auf die geschätzte Größe der Wolfsintervalle und sind somit unzuverlässig, was er selbst einräumte. Die daraus abgeleiteten Berechnungen sind somit hinfällig.
Peter Vier gelangte zur „Erkenntnis, dass Sorges Angaben auf unzureichenden Hörergebnissen begründet sind. Alle daraus gefolgerten Berechnungen sind nicht beweiskräftig.“
Gegen Sorges Rekonstruktionsversuch sprechen vor allem folgende Fakten:
1. Die an Silbermann-Orgeln erkennbaren Originaltemperaturen weichen deutlich von der „Silbermann-Sorge-Temperatur“ ab.
2. Diese Temperatur steht im Widerspruch zu überlieferten zeitgenössischen Aussagen über eine (spätere) wolfsfreie Silbermann-Temperatur.
3. Die Quintabweichungen sind in Sorges Text zunächst uneinheitlich mit 1⁄3, 1⁄4 und 1⁄6 eines (pythagoreischen) Kommas angegeben, während sich sein idealisierendes Modell auf die 1⁄6-Komma Variante beschränkt.
4. Die Anzahl der musikalisch brauchbaren Dreiklänge entspricht bei „Silbermann-Sorge“ der mitteltönigen Temperatur, bietet also ihr gegenüber keinen Vorteil.
5. Die „Silbermann-Sorge-Temperatur“ konnte stimmtechnisch mit dem zeitüblichen Schwebungsabgleich bisher nicht exakt realisiert werden.
6. Sorge bezog sich auf Hörbefunde an den Orgeln in Greiz und Schloss Burgk. Das Instrument in Greiz wurde jedoch 1741 durch den Organisten und Orgelbauer Johann Gottfried Donati erneuert und gestimmt, 1746 ausgebessert und erneut temperiert.[10] Wegen Donatis Kontakten zur Schlossherrschaft in Burgk sind auch entsprechende Arbeiten an der dortigen Orgel möglich. Es ist also nicht sicher, ob die beiden Orgel noch die ursprüngliche Temperatur besaßen.
7. Nach Ernst Flade übten Zeitgenossen heftige Kritik an Sorge, tadelten seine Temperatur-Theorien sowie sein „ungesittetes Betragen, seinen unnennbaren Hochmut“. Johann Mattheson rügte, dass „jener Rebell sein sogenanntes System auf lauter Triebsand getürmet und recht ausgesuchte morastische Gründe erkieset.“ Friedrich Wilhelm Marpurg äußerte spöttisch: „Was für verstimmte Ohren muß der Herr Sorge haben?“[11] Auch Johann Sebastian Bach sprach sich gegen Sorge aus.[12]

Trotz allem wurde Sorges Konstrukt über 250 Jahre unkritisch als „Silbermann-Stimmung“ verbreitet. Bereits Jakob Adlung stützte sich allein auf Sorge, wobei er betonte, dass er keine Silbermann-Orgel kenne. In neueren Schriften wird die „Silbermann-Sorge-Temperatur“ mehrfach zitiert, so von Wilhelm Dupont. Herbert Kelletat berief sich auf angeblich mitteltönig gestimmte Orgeln in Mitteldeutschland und bemühte fragwürdige Legenden über das Verhältnis Johann Sebastian Bachs zu Silbermann, um Bachs Einverständnis mit Sorges „Silbermann-Stimmung“ glaubhaft zu machen. Seine rechnerische Interpretation der von Dupont übernommenen „Temperaturwerte Silbermanns“ ist überdies fehlerhaft. Hartmut Schütz errechnete Schwebungsfrequenzen für die Silbermann-Sorge-Temperatur, ohne das Konzept dieser Stimmungsart anzuzweifeln.
Helmut K. H. Lange hielt ein außergewöhnliches Hörvermögen Sorges für möglich, seine Angaben für glaubhaft und widmete ihnen eine ausführliche Studie. Bernhard Billeter schränkte lediglich ein, dass Sorge „zwar ein begabter Mathematiker war, aber zum Schematisieren neigte und ohnehin die gleichschwebende Stimmung derjenigen von Silbermann vorzog.“
1959 veröffentlichte Arthur Eger Temperatur-Darstellungen, die sich auf Hörbefunde an den Silbermann-Orgeln im Freiberger Dom und in der Dorfkirche Ponitz bezogen. Entgegen seiner Annahme war die ursprüngliche Temperatur beider Orgeln nachweislich nicht erhalten. Das Ponitzer Instrument erhielt bereits 1828 „gleichschwebende“ Temperatur. Messungen anderer Autoren an der Freiberger Domorgel ergaben abweichende und unterschiedliche Ergebnisse.

## Rekonstruktion der Orgeltemperaturen
Nach Frank-Harald Greß benutzte Gottfried Silbermann zwei unterschiedliche Temperaturen. Der zeitgenössische Widerspruch zwischen kritischen und zustimmenden Urteilen über Silbermanns Orgeltemperatur erklärt sich aus diesen beiden unterschiedlichen Temperaturen sowie aus divergierenden Standpunkten: Konsequente Hinwendung zur Gleichstufigkeit gegenüber der Akzeptanz „wohltemperierter“ Stimmungsarten (mit tradiertem Grenzwert der pythagoreischen Großterz).
Anlässlich der Restaurierung der Freiberger Domorgel 1980/1982 führte Kristian Wegscheider Messungen an ausgerundeten Pfeifen von acht Prinzipalregistern durch. Durch Untersuchungen von Frank-Harald Greß in Zusammenarbeit mit Orgelbaumeister Wieland Rühle am relativ gut erhaltenen und restaurierten Pfeifenwerk einiger späterer Silbermann-Orgeln wurde eine zweite Silbermann-Temperatur nachgewiesen.

### Silbermanns frühe Orgeltemperatur
Die 1982 von Kristian Wegscheider an acht restaurierten Prinzipalregistern der Freiberger Domorgel ermittelten Cent-Werte ließen annähernd die ursprüngliche Temperatur erkennen:
| Ton  | c | cis | d   | es  | e   | f   | fis | g   | gis | a   | b    | h    |
| Cent | 0 | 84  | 195 | 303 | 388 | 499 | 584 | 698 | 785 | 892 | 1004 | 1084 |

Demnach stimmte Silbermann seine ersten sächsischen Orgeln annähernd mitteltönig. Das entsprach dem französisch-elsässischen Einfluss während seiner Lehr- und Wanderjahre. An der Orgel seines Bruders und Lehrmeisters Andreas Silbermann in Marmoutier ermittelte Peter Vier ebenfalls eine geringfügig modifizierte Mitteltönigkeit.

#### Rekonstruktion von Frank-Harald Greß
Kennzeichen der frühen Gottfried-Silbermann-Temperatur ist nach Greß der Ausgleich der von Zeitgenossen als „tot“ und „faul“ empfundenen reinen Großterzen und der schwebenden Quinten. Er wird erreicht durch Synchronisation der Großterz- und Quintschwebungen im Verhältnis 1 : 1. Die Großterz c/e erhält die gleiche Schwebungsfrequenz wie die Quinten/Quarten c/g, g/d, d/a, a/e. Für Stimmtonhöhe 462,5 für a1 (Mittelwert der Chortonorgeln Silbermanns) beträgt die Schwebungsfrequenz „n“ = 2,736686. Diese Frequenz wird übertragen auf die übrigen Quinten/Quarten außer cis/gis (rein) und es/b (rein). Die Quinte gis/dis ergibt sich als Restintervall. Der Schwebungsabgleich ermöglicht eine leichte Temperierung.
Cent-Werte der Rekonstruktion:
|     | Skala  | Differenzen zur gleichstufigen Skala, a-bezogen | Kleinterzen | Großterzen | Quinten |
| --- | ------ | ----------------------------------------------- | ----------- | ---------- | ------- |
| c   | 0,0    | + 8,8                                           | 301,6       | 389,7      | 696,2   |
| cis | 83,9   | - 7,3                                           | 305,8       | 418,4      | 702,0   |
| d   | 194,4  | + 3,2                                           | 308,0       | 391,7      | 696,8   |
| es  | 301,6  | + 10,4                                          | 284,4       | 394,6      | 702,0   |
| e   | 389,7  | – 1,5                                           | 306,5       | 396,2      | 697,4   |
| f   | 502,3  | + 11,1                                          | 283,6       | 388,9      | 697,7   |
| fis | 586,0  | – 5,2                                           | 305,2       | 417,5      | 697,9   |
| g   | 696,2  | + 5,0                                           | 307,3       | 390,9      | 698,1   |
| gis | 785,9  | - 5,3                                           | 306,7       | 414,1      | 715,7   |
| a   | 891,2  | 0,0                                             | 308,8       | 392,7      | 698,5   |
| b   | 1003,6 | + 12,4                                          | 280,3       | 390,8      | 698,8   |
| h   | 1087,1 | - 4,1                                           | 307,2       | 414,5      | 698,9   |

#### Weitere Rekonstruktionsentwürfe
Kristian Wegscheider und Hartmut Schütz entwarfen u. a. vier Varianten, die ebenfalls auf Schwebungsabgleich beruhen. Im Unterschied zur Rekonstruktion von Greß mit einer einheitlichen Quintschwebungsfrequenz benutzen diese Varianten zwei oder drei unterschiedliche Frequenzen, erreichen jedoch trotzdem nur eine geringere Annäherung an die Messwerte.

### Silbermanns spätere Orgeltemperatur
Offenbar unter Einfluss zeitgenössischer Musiker wechselte Silbermann 1716 zu einer „wohltemperierten“ Stimmung, welche die zeitübliche Toleranzgrenze der pythagoreischen Großterz einhält und ebenfalls auf Synchronisation von Großterzen und Quinten beruht, nunmehr mit dem Schwebungsverhältnis 4 : 1. In einigen Fällen reduzierte er zwei Großterzabweichungen zusätzlich durch Einfügen zweier reiner Quinten.
Silbermanns Wechsel zu seiner späteren Orgeltemperatur bestätigen folgende zeitgenössische Äußerungen:
- Johann Kuhnau schrieb im Gutachten über die Orgel der Georgenkirche Rötha im Unterschied zu seiner früheren Meinung,[2] dass es „mit der Temperatur und in Intonation der Pfeiffen […] allenthalben seine Richtigkeit hat“.[27]
- Elias Lindners bewertete die Temperaturen zweier Silbermann-Orgeln unterschiedlich: Er schrieb in Gutachten zu Oberbobritzsch, von einer „zieml. erträglichen Temperatur“,[28] im Gutachten zu Niederschöna, von „einer guten Temperatur“.[29]
- In einem Bericht ist hervorgehoben, dass Johann Sebastian Bach 1725 auf der Orgel der Dresdner Sophienkirche „… in allen [!] Tonis“ spielte.[30]
- Dazu passen die Urteile über die Temperatur der Silbermann-Orgeln in Reinhardtsgrimma (1731), in der Dresdner Frauenkirche (1736), Ponitz (1737) und der Zittauer Johanniskirche (1741).[5][6]

Auch sein „Cembal d’Amour“ stimmte Silbermann, wie er in seiner Bittschrift an den sächsischen Kurfürsten vom 10. Juni 1723 erwähnte, nach „gantz neuer [!] mühsamer Eintheilung“ (Temperatur).
Erkenntnisse über die spätere Silbermann-Temperatur lieferten Messungen an Orgeln ab Baujahr 1716, deren Pfeifenwerk noch verlässliche Anhaltspunkte bot.
Gemessen wurden alle signifikanten Pfeifen, bei der Orgel in Burgk nur diejenigen des Registers Octava 4′.
Gemittelte Cent-Werte:
| Ton  | c   | cis  | d     | es          | e     | f     | fis   | g     | gis         | a     | b      | h      |
| Cent | 0,0 | 93,8 | 197,5 | 301,2/299,2 | 393,9 | 501,4 | 595,5 | 698,6 | 792,7/796,1 | 895,5 | 1001,2 | 1094,3 |

Der zweite Wert für es und gis wurde bei den Orgeln in Forchheim, Helbigsdorf und Burgk ermittelt.
Nach der Rekonstruktion von Frank-Harald Greß erhält die Großterz c/e die vierfache Schwebungsfrequenz der Quinten/Quarten c/g, g/d, d/a, a/e. Für Stimmtonhöhe 462,5 für a1 (Mittelwert der Chortonorgeln Silbermanns) beträgt die Schwebungsfrequenz „n“ = 1,85. Die Frequenz wird übertragen auf die übrigen Quinten/Quarten außer gis/dis (ergibt sich als Restintervall), cis/gis und es/b können rein gestimmt werden (siehe die Zweitwerte für es und gis in der Tabelle).
Cent-Werte der Rekonstruktion:
|     | Skala       | Differenzen zur gleichstufigen Skala, a-bezogen | Kleinterzen | Großterzen  | Quinten     |
| --- | ----------- | ----------------------------------------------- | ----------- | ----------- | ----------- |
| c   | 0,0         | + 4,1                                           | 302,5/299,5 | 395,6       | 698,1       |
| cis | 93,6        | – 2,3                                           | 302,0       | 407,4       | 698,3/702,0 |
| d   | 197,4       | + 1,5                                           | 303,5       | 396,9       | 698,5       |
| es  | 302,5/299,2 | + 6,6/+ 3,3                                     | 291,9/295,2 | 395,6/398,9 | 698,7/702,0 |
| e   | 395,6       | – 0,3                                           | 302,5       | 396,3/399,9 | 698,9       |
| f   | 500,9       | + 5,0                                           | 290,9/294,6 | 395,0       | 699,1       |
| fis | 594,4       | – 1,5                                           | 301,6       | 406,8       | 699,2       |
| g   | 698,1       | + 2,2                                           | 303,1       | 396,4       | 699,4       |
| gis | 791,8/795,5 | - 4,1/– 0,4                                     | 302,6/299,0 | 408,2/404,5 | 710,6/703,7 |
| a   | 895,9       | 0,0                                             | 304,1       | 397,6       | 699,6       |
| b   | 1001,2      | + 5,3                                           | 292,4       | 396,3       | 699,8       |
| h   | 1094,5      | - 1,4                                           | 303,0       | 408,0/404,7 | 699,9       |

Auf einem Treffen sächsischer Orgelbauer im Januar 2004 demonstrierte Greß seine Rekonstruktion. Die Temperatur wurde durch Schwebungsabgleich realisiert. Eine nachträgliche elektronische Messung bestätigte die Genauigkeit des Stimmverfahrens.

## Gegenwärtige Temperaturen der Gottfried-Silbermann-Orgeln
Im Lauf ihrer Geschichte wurden sämtliche erhaltenen Silbermann-Orgeln umtemperiert, teils mehrfach und in etlichen Fällen zusammen mit Veränderungen der Stimmtonhöhe.
Aktuelle Restaurierungen seit 1990 zeigen Unsicherheit der Restauratoren und Berater bei der Temperaturwahl, u. a. verursacht durch den Zwiespalt zwischen denkmalpflegerischer Konsequenz und den Forderungen gegenwärtiger Musikpraxis. Nur fünf Orgeln erhielten die exakte oder angenäherte spätere Orgeltemperatur Silbermanns. Sieben Orgeln wurden nach der als widerlegt geltenden „Silbermann-Sorge-Temperatur“ bzw. einer Modifikation temperiert. In sieben Fällen entschied man sich für die Neidhardt-Temperaturen I bzw. II, obgleich Silbermanns Ablehnung einer Neidhardt-Temperatur durch Johann Kuhnau überliefert ist. Neben neun gleichstufig gestimmten Orgeln bekamen zwei Instrumente eine neu entwickelte Temperatur ohne historischen Bezug.
Bei großen Orgeln in Musikzentren wird die Spielbarkeit breiter Literaturbereiche besonders nachdrücklich gewünscht. Für die Freiberger Domorgel setzte die Kirchgemeinde 1985 nach Befragung einiger Organisten eine Kompromisstemperatur durch, mit maximaler Großterzabweichung von 410 bzw. 406 Cent. Dagegen wurde die rekonstruierte Orgel der Dresdner Kathedrale (ehem. katholische Hofkirche) im Zusammenhang mit der Wiederherstellung der ursprünglichen Kammertonstimmung 2002 gleichstufig temperiert und somit das Transponieren, auch mit Aufsatz-Transponierklaviatur, ermöglicht.